# Synagoge (Ventspils)

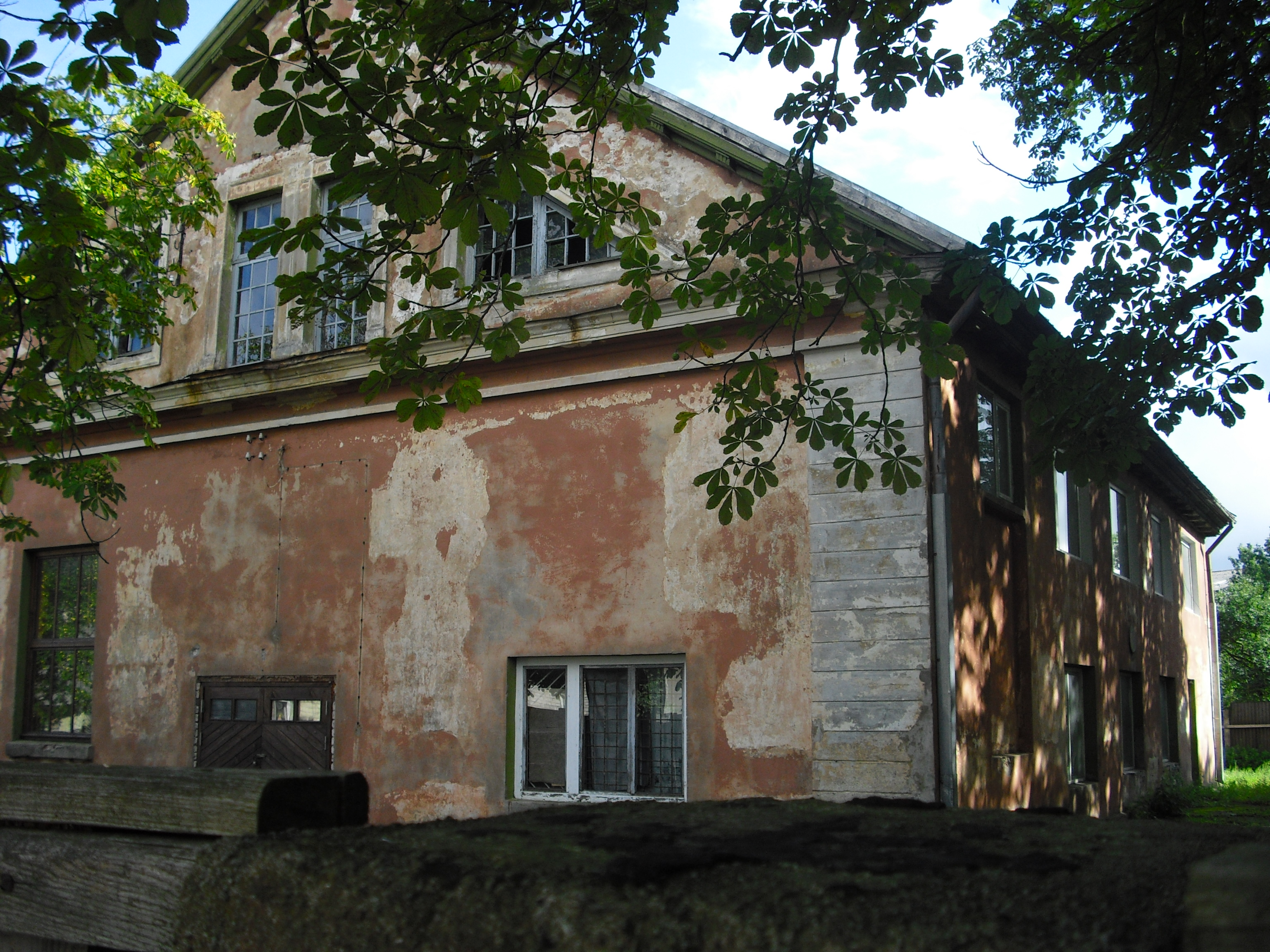
Ehemalige Synagoge in Ventspils (2010)

Die ehemalige Synagoge in Ventspils, einer Hafenstadt im Westen in Lettlands, wurde 1856 errichtet.
Die profanierte Synagoge wurde nach dem Zweiten Weltkrieg für andere Zwecke genutzt. 